# Mission Woods
Mission Woods es una ciudad ubicada en el condado de Johnson en el estado estadounidense de Kansas. En el año 2010 tenía una población de 178 habitantes y una densidad poblacional de 593,33 personas por km².

## Geografía
Mission Woods se encuentra ubicada en las coordenadas 39°1′59″N 94°36′47″O / 39.03306, -94.61306 (39.033188, -94.613003).

## Demografía
Según la Oficina del Censo en 2000 los ingresos medios por hogar en la localidad eran de $106,885 y los ingresos medios por familia eran $181,456. Los hombres tenían unos ingresos medios de $100,000 frente a los $60,625 para las mujeres. La renta per cápita para la localidad era de $68,713. Alrededor del 0% de la población estaban por debajo del umbral de pobreza.